# Max Woosnam
Maxwell Woosnam, detto Max (Liverpool, 6 settembre 1892 – Londra, 14 luglio 1965), è stato un tennista e calciatore inglese, di ruolo centrocampista.
Ha ottenuto ottimi risultati in diversi sport, al di fuori del calcio e del tennis si è distinto anche nel cricket e nello snooker.

## Carriera

### Calcio

#### Nazionale
Ha collezionato una presenza con la propria Nazionale.

### Tennis
In singolare gioca quattro edizioni del torneo di Wimbledon ottenendo come risultato migliore il quarto di finale raggiunto nel 1924.
Partecipa alle olimpiadi di Anversa 1920 e riesce a conquistare due medaglie per la sua nazione, ottiene infatti l'oro nel doppio maschile insieme a Noel Turnbull e l'argento nel doppio misto in coppia con Kitty McKane.
Rappresenta la sua nazione anche in Coppa Davis dove gioca, a partire dal 1921, otto incontri vincendone quattro.

## Statistiche

### Calcio

#### Cronologia presenze e reti in Nazionale
| Cronologia completa delle presenze e delle reti in nazionale ― Inghilterra | Cronologia completa delle presenze e delle reti in nazionale ― Inghilterra | Cronologia completa delle presenze e delle reti in nazionale ― Inghilterra | Cronologia completa delle presenze e delle reti in nazionale ― Inghilterra | Cronologia completa delle presenze e delle reti in nazionale ― Inghilterra | Cronologia completa delle presenze e delle reti in nazionale ― Inghilterra | Cronologia completa delle presenze e delle reti in nazionale ― Inghilterra | Cronologia completa delle presenze e delle reti in nazionale ― Inghilterra |
| Data                                                                       | Città                                                                      | In casa                                                                    | Risultato                                                                  | Ospiti                                                                     | Competizione                                                               | Reti                                                                       | Note                                                                       |
| -------------------------------------------------------------------------- | -------------------------------------------------------------------------- | -------------------------------------------------------------------------- | -------------------------------------------------------------------------- | -------------------------------------------------------------------------- | -------------------------------------------------------------------------- | -------------------------------------------------------------------------- | -------------------------------------------------------------------------- |
| 13-3-1922                                                                  | Liverpool                                                                  | Inghilterra                                                                | 1 – 0                                                                      | Galles                                                                     | British Championship 1921-1922                                             | -                                                                          |                                                                            |
| Totale                                                                     |                                                                            | Presenze                                                                   | 1                                                                          |                                                                            | Reti                                                                       | 0                                                                          |                                                                            |

### Tennis

#### Doppio

##### Vittorie (2)
| Numero | Data           | Torneo                                        | Superficie | Compagno        | Avversari in finale             | Punteggio          |
| 1.     | 23 agosto 1920 | Tennis ai Giochi della VII Olimpiade, Anversa | Erba       | Noel Turnbull   | Ichiya Kumagae Seiichiro Kashio | 6-5, 5-7, 7-5, 7-5 |
| 2.     | 2 luglio 1921  | Torneo di Wimbledon, Londra                   | Erba       | Randolph Lycett | Arthur Lowe Gordon Lowe         | 6-3, 6-0, 7-5      |

#### Doppio misto

##### Finali perse (2)
| Numero | Data           | Torneo                                        | Superficie | Compagna        | Avversarie in finale           | Punteggio |
| 1.     | 23 agosto 1920 | Tennis ai Giochi della VII Olimpiade, Anversa | Erba       | Kathleen McKane | Suzanne Lenglen Max Décugis    | 4-6, 2-6  |
| 2.     | 2 luglio 1921  | Torneo di Wimbledon, Londra                   | Erba       | Phyllis Howkins | Elizabeth Ryan Randolph Lycett | 3-6, 1-6  |